# Darren Randolph
Darren Edward Andrew Randolph (ur. 12 maja 1987 w Bray) – irlandzki piłkarz występujący na pozycji bramkarza w angielskim klubie Bournemouth. Randolph reprezentował także Irlandię w koszykówce.
W 2006 roku Randolph zagrał dziesięć meczów w reprezentacji Republiki Południowej Afryki, a także jeden występ reprezentacji Irlandii. Międzynarodowy debiut w kadrze Irlandii zaliczył we wrześniu 2012 roku, w zwycięstwie 4-1 nad Omanem.

## Życie prywatne
Jego ojciec Ed Randolph grał w koszykówkę w drużynie UCD Marian. Jest byłym uczniem szkoły St. Cronan's Boys National School i Presentation College, Bray.

## Kariera reprezentacyjna
Randolph reprezentował Irlandię w kategoriach wiekowych U-15, U-16, U-17, U-18, U-19, U-21, i wyższych szczeblach (dorosłą kadra). Został powołany do dorosłej kadry Irlandii po raz pierwszy w marcu 2011 roku za mecz z Macedonią. W maju ponownie dostał powołanie, aby zagrać przeciwko Irlandii Północnej i Szkocji w Pucharze Narodów.
Randolph zadebiutował na międzynarodowej arenie w spotkaniu z Omanem w dniu 11 września 2012 roku, wchodząc na boisko z ławki rezerwowych. Drugi mecz rozegrał przeciwko Hiszpanii w dniu 12 czerwca 2013 roku, ponownie w roli zmiennika. W dniu 8 października 2015 roku Randolph wszedł na boisko w 44. minucie z powodu kontuzji Shaya Givena w meczu przeciwko Niemcom w ramach kwalifikacji do Mistrzostw Europy 2016 i pomógł odnieść zwycięstwo 1-0, broniąc kilka bardzo trudnych strzałów. Randolph zagrał każde spotkanie dla Irlandii na Euro 2016, przeciwko Szwecji, Belgii, Włochom, oraz gospodarzom turnieju – Francuzom.
| Reprezentacja | Rok     | Mecze | Gole |
| ------------- | ------- | ----- | ---- |
| Irlandia      | 2012    | 1     | 0    |
| Irlandia      | 2013    | 1     | 0    |
| Irlandia      | 2015    | 4     | 0    |
| Irlandia      | 2016    | 12    | 0    |
| Irlandia      | 2017    | 8     | 0    |
| Łącznie       | Łącznie | 26    | 0    |

## Sukcesy

### Klubowe
Accrington Stanley
- Zwycięstwo Conference National: 2005/2006[14]

Motherwell
- Wicemistrzostwo Szkocji: 2012/2013
- Finalista Pucharu Szkocji: 2010/2011

### Indywidualne
- Drużyna roku w Szkocji: 2011/2012, 2012/2013